# Assar Janzén
Assar Götrik Janzén, född den 22 augusti 1904 i Göteborg, död den 27 december 1971 i Berkeley, Kalifornien, USA, var en svensk språkforskare.
Janzén avlade filosofie kandidatexamen vid Göteborgs högskola 1929 och filosofie licentiatexamen där 1934. Han promoverades till filosofie doktor i Göteborg 1937 och var docent i nordiska språk där 1936–1941 och i Lund 1941–1946. Janzén var gästprofessor i nordiska språk och nordisk litteratur vid University of California Berkeley 1946–1949, professor där från 1949 och chef för Skandinaviska avdelningen där 1951–1959. Han blev ledamot av Vetenskapssocieteten i Lund 1951, av Kungliga Vetenskaps- och Vitterhetssamhället i Göteborg 1959 och av Kungliga Gustav Adolfs Akademien 1962. Janzén utgav språkvetenskapliga arbeten, bland annat om ortnamn och dialekter, men gav även bidrag till litteraturhistorien, exempelvis genom ett verk om Emilie Flygare-Carlén.